# Камбрилс
Камбрилс (шп. Cambrils) град је у Шпанији у аутономној заједници Каталонија у покрајини Тарагона. Према процени из 2017. у граду је живело 33 273 становника.

## Становништво
Према процени, у граду је 2017. живело 33 273 становника.
| 2017.  |
| ------ |
| 33.273 |